# Bermontiáda
Bermontiáda nebo Bermontova aféra (lotyšsky Bermontiāde, Bermonta afēra, německy Bermondt-Affäre) byla součástí lotyšské války za nezávislost a ruské občanské války, probíhající od 8. října do 3. prosince 1919, v níž lotyšská armáda spolu se svými spojenci zvítězila nad jednotkami Západoruské dobrovolnické armády pod velením Pavla Bermonta-Avalova. Část Bermontovy armády, která pronikla přes hranice na Litvu, byla 15. prosince poražena armádou litevskou.
Těžké ztráty utrpěla od října do prosince 1919 i další bělogvardějská vojska – Severozápadní armáda Nikolaje Judeniče v bojích u Petrohradu a Jihoruská armáda Antona Děnikina v bojích u Orlu a Kromů proti Rudé armádě, v jejíchž úderných oddílech bojovaly i pluky divize lotyšských střelců. Ruský historik Cvetkov považoval neúspěšný útok Západoruské dobrovolnické armády proti „lotyšským separatistům“ u Rigy za jeden z hlavních důvodů porážky bělogvardějců v bitvě o Petrohrad na podzim roku 1919.